# Arnold Torell
Arnold Sigfrid Torell, född 10 oktober 1911 i Partille församling, Göteborgs och Bohus län, död 19 december 1987 i Hässelby församling, Stockholm, var en svensk väg- och vattenbyggnadsingenjör.
Torell utexaminerades från Chalmers tekniska institut 1934. Han var anställd vid gatu- och vägförvaltningen i Göteborgs stad 1935–1937, vid fastighetskontoret där 1937–1942, blev byråingenjör vid gatukontoret i Helsingborgs stad 1943, gatuchef där 1952 och var verkställande direktör i Svenska Vägföreningen i Stockholm 1954–1976. Han var ledamot av statens trafiksäkerhetsråd från 1954